# Petrus Maria Gazzaniga
Petrus Maria Gazzaniga  (1722–1799) – włoski teolog, przedstawiciel tomizmu, dominikanin. 

## Życiorys
Po wstąpieniu do zakonu studiował filozofię i teologię na uniwersytecie w Bolonii. Uczył następnie teologii w Bolonii, Genui i Pawii. W 1760 cesarzowa Maria Teresa powołała go na katedrę teologii w Wiedniu. W 1782 z powodów zdrowotnych powrócił do Włoch. Był prowincjałem w Lombardii (1783–85). Łączyła go przyjaźń z papieżem Piusem VI i cesarzem Józefem II, który wypłacał mu dożywotnią pensję. Jego główne dzieła to:  Praelectiones theologicae in usum suorum auditorum (1763-66), Theologia dogmatica in systema redacta (1777) oraz Theologia polemica ad usum auditorum (1778).